# Championnat du Japon de Formule 3000 1995
Le championnat du Japon de F3000 1995 a été remporté par le pilote japonais Toshio Suzuki, sur une Lola-Mugen de l'écurie Hoshino Racing.

## Règlement sportif
- L'attribution des points s'effectue selon le barème 9,6,4,3,2,1.
- Seuls les six meilleurs résultats sont retenus.

## Courses de la saison 1995
| Date         | Lieu         | Vainqueur            | Nationalité | Voiture       | Écurie          |
| 19 mars      | Suzuka       | Naoki Hattori        | Japon       | Reynard-Mugen | Team LeMans     |
| 7 mai        | Mine         | Tom Kristensen       | Danemark    | Lola-Mugen    | Team Cerumo     |
| 21 mai       | Suzuka       | Toshio Suzuki        | Japon       | Lola-Mugen    | Hoshino Racing  |
| 30 juillet   | Sugo         | Toranosuke Takagi    | Japon       | Reynard-Mugen | Nakajima Racing |
| 3 septembre  | Fuji         | Andrew Gilbert-Scott | Royaume-Uni | Lola-Mugen    | Stellar         |
| 17 septembre | Tokachi (en) | Toranosuke Takagi    | Japon       | Reynard-Mugen | Nakajima Racing |
| 15 octobre   | Fuji         | Toranosuke Takagi    | Japon       | Reynard-Mugen | Nakajima Racing |
| 19 novembre  | Suzuka       | Toshio Suzuki        | Japon       | Lola-Mugen    | Hoshino Racing  |

## Classement des pilotes
| Classement | Pilote                  | Pays        | Voiture       | Écurie          | Nombre de points |
| ---------- | ----------------------- | ----------- | ------------- | --------------- | ---------------- |
| 1er        | Toshio Suzuki           | Japon       | Lola-Mugen    | Hoshino Racing  | 34 (35)          |
| 2e         | Toranosuke Takagi       | Japon       | Reynard-Mugen | Nakajima Racing | 29               |
| 3e         | Tom Kristensen          | Danemark    | Lola-Mugen    | Team Cerumo     | 29               |
| 4e         | Kazuyoshi Hoshino       | Japon       | Lola-Mugen    | Team Impul      | 20               |
| 5e         | Mauro Martini           | Italie      | Lola-Mugen    | Team Nova       | 16 (17)          |
| 6e         | Takuya Kurosawa         | Japon       | Reynard-Mugen | Nakajima Racing | 15               |
| 7e         | Andrew Gilbert-Scott    | Royaume-Uni | Lola-Mugen    | Stellar         | 12               |
| 8e         | Naoki Hattori           | Japon       | Reynard-Mugen | Team LeMans     | 11               |
| 9e         | Katsumi Yamamoto        | Japon       | Reynard-Mugen | X Japan Racing  | 9                |
| 10e        | Katsutomo Kaneishi (en) | Japon       | Lola-Judd     | Heroes Racing   | 8                |
| 11e        | Shinji Nakano           | Japon       | Dome-Mugen    | Speed Star      | 6                |
| 12e        | Masahiko Kageyama       | Japon       | Reynard-Mugen | Navi Connection | 5                |
| 13e        | Masami Kageyama         | Japon       | Lola-Mugen    | Advan Sport     | 4                |